# Cryptolacerta
Cryptolacerta ist eine kleine, ausgestorbene Echse aus dem Eozän, deren Entdeckung wichtige Hinweise auf die Systematik der Schuppenkriechtiere gab. Der Holotyp von Cryptolacerta hassiaca, der einzigen bekannten Art, wurde in der Grube Messel in Hessen gefunden und wird im Naturmuseum Senckenberg aufbewahrt. Der gewählte Gattungsname verweist auf die grabende, versteckte Lebensweise der Tiere (Gr.: „crypto“ = versteckt, Lat.: „Lacerta“ = Eidechse), das Art-Epitheton hassiaca verweist auf den Fundort in Hessen.
Die genaue Untersuchung, unter anderem mittels Computertomographie im Helmholtz-Zentrum Berlin für Materialien und Energie, ergab die Grundlage für eine genaue morphologische Beschreibung des Fossils.

## Merkmale
Cryptolacerta hatte eine Kopf-Rumpf-Länge von sieben Zentimeter, dazu kam der Schwanz, der im einzigen bisher bekannten Fossil jedoch zu großen Teilen fehlt. Ihre anatomischen Charakteristika sind ein Mosaik von Eidechsenmerkmalen und Doppelschleichenmerkmalen. Mit den Doppelschleichen hat Cryptolacerta vor allem den kapselartigen, stark verknöcherten Schädel gemeinsam. Die Schnauze ist stumpf und abgerundet. Die Kiefer sind heterodont bezahnt mit 14 Zähnen auf der Dentale, 7 auf der Prämaxillare und 12 auf der Maxillare. Die äußeren Nasenöffnungen sind klein. Insgesamt zeigt der Schädel von Cryptolacerta, wie sich der Schädel der Doppelschleichen – der die Funktion eines Bohrkopfs hat und den Tieren das Graben ermöglicht – aus einem eidechsenartigen Schädel entwickelt hat.
Vorder- und Hinterfüße von Cryptolacerta sind im Vergleich mit den übrigen Knochen von Vorder- und Hinterbeinen stark reduziert. Die Phalangenformel lautet 2-3-4-4/5?-3 und zeigt, dass noch keine Zehe reduziert wurde.

## Systematik
Cryptolacerta ist am nächsten mit den Echten Eidechsen (Lacertidae) und den Doppelschleichen (Amphisbaenia) verwandt, mit den letzteren jedoch näher, was durch 19 gemeinsame Merkmale belegt werden kann. Damit wird die These widerlegt, dass Schlangen (Serpentes) und Doppelschleichen aus einem gemeinsamen grabenden Vorfahren hervorgegangen sind. Das gemeinsame Taxon von Lacertidae und Amphisbaenia wird Lacertibaenia genannt und wurde schon 2005 von Vidal und Hedges aufgestellt, nachdem molekularbiologische Untersuchungen auf eine Verwandtschaft beider Gruppen hingedeutet hatten. Die Trennung der Stammgruppen von Eidechsen und Doppelschleichen – ermittelt mit der Methode der Molekularen Uhr – fand in der späten Kreidezeit 20 Millionen Jahre vor dem Auftreten von Cryptolacerta statt. Bedingt durch die Inselgeografie des Europäischen Kontinents im Paläogen wurde Europa zu dieser Zeit zu einem Refugium für archaische mesozoische Schuppenkriechtiere.
Das folgende Diagramm zeigt die Stellung von Cryptolacerta als Schwestergruppe der Doppelschleichen in einer gemeinsamen Klade mit den Eidechsen.
|  | Echte Eidechsen (Lacertidae)                                                      |
|  |                                                                                   |
|  | \| \| Cryptolacerta \| \| \| \| \| \| Doppelschleichen (Amphisbaenia) \| \| \| \| |
|  |                                                                                   |
|  | Cryptolacerta                                                                     |
|  |                                                                                   |
|  | Doppelschleichen (Amphisbaenia)                                                   |
|  |                                                                                   |

|  | Cryptolacerta                   |
|  |                                 |
|  | Doppelschleichen (Amphisbaenia) |
|  |                                 |

|  | Echte Eidechsen (Lacertidae)                                                      |
|  |                                                                                   |
|  | \| \| Cryptolacerta \| \| \| \| \| \| Doppelschleichen (Amphisbaenia) \| \| \| \| |
|  |                                                                                   |
|  | Cryptolacerta                                                                     |
|  |                                                                                   |
|  | Doppelschleichen (Amphisbaenia)                                                   |
|  |                                                                                   |

|  | Cryptolacerta                   |
|  |                                 |
|  | Doppelschleichen (Amphisbaenia) |
|  |                                 |